# Hostivařské mlýny a pekárny
Hostivařské mlýny a pekárny jsou bývalé mlýny s pekárnami v Praze 10-Hostivaři, které stojí na křižovatce ulic U Pekáren a U Továren poblíž železniční trati.

## Historie
Parní mlýn s pekárnou navrhl pro firmu a. s. Hostivařské automatické mlýny a pekárny architekt Bohumil Hypšman v prosinci 1920, výstavbu provedl v letech 1920–1922 stavitel Karel Beran.
Za hospodářské krize ve 20. letech 20. století byl provoz zastaven a v letech 1932–1933 areál adaptován pro filmové ateliéry. V 50. letech 20. století zde sídlila Laboratoř nukleární fyziky ČSAV.
V letech 1994–1995 prošla budova mlýna přestavbou na kanceláře (projekt Karla Scheiba a Karla Moudrého); při ní bylo odstraněno původní dekorativní oplocení a Hypšmanova architektura znehodnocena některými doplňky.

## Popis
Konstrukčně je mlýn založen na stejném řešení jako mlýn v Holešovicích - obvodové zdi jsou cihlové, litinové sloupy uvnitř podpírají dřevěné stropy a krov. Z jižní strany je na mlýnici napojen věžový objekt složený ze čtyř válcových železobetonových zásobníků sila od firmy Karla Skorkovského a z kvádru nástavby vodní věže zastřešené stanovou střechou.
Kotelna s elektrárnou byla umístěna vedle hlavní budovy. Strojní pekárna se nacházela v zadní části areálu; jedná se o symetrickou stavbu s klasicizujícím průčelím. Mlýn s pekárnou propojoval ocelový transportní most.
Parapety oken budov jsou obohaceny kruhovými prvky, které symbolicky připomínají mlýnské kameny nebo válce jako základ mlynářského podnikání. Průčelí vodní nádrže zdobí motiv koncentrických čtverců s kruhovými okénky.

## Další informace
V letech 1951–1955 bylo v mlýně umístěno pracoviště Ústavu jaderné fyziky (od roku 1952 Laboratoř nukleární fyziky). Ústav v bývalé sýpce instaloval první urychlovač částic v ČSR.